# 프란시스코 페르난데스 (축구 선수)
프란시스코 페르난데스 (1975년 8월 19일 ~ )는 칠레의 전 축구 선수이다.

## 통계
| 칠레 | 칠레 | 칠레 |
| 연도 | 출전 | 골   |
| ---- | ---- | ---- |
| 2000 | 2    | 0    |
| 합계 | 2    | 0    |